# Niambia termitophila
Niambia termitophila là một loài chân đều trong họ Platyarthridae. Loài này được Kensley miêu tả khoa học năm 1971.